# Листок непрацездатності
Листок непрацездатності, Лікарняний листок — документ, що підтверджує тимчасову непрацездатність громадянина і є підставою для призначення та виплати йому допомоги по тимчасовій непрацездатності.
Лікарняні листки видають лікарі лікарняних і санаторних установ системи Міністерства охорони здоров'я України.

## Електронний лікарняний
Наразі в Україні медичні висновки про тимчасову непрацездатність формуються в Реєстрі медичних висновків в електронній системі охорони здоров’я. Формувати медичні висновки про тимчасову непрацездатність заклад може з моменту, коли на сайті ЕСОЗ з’явиться інформація про під’єднання бази даних медичної інформаційної системи закладу до центральної бази даних.
Лікарі формують електронні лікарняні в Електронному реєстрі листків непрацездатності Пенсійного фонду України на підставі медичних висновків про тимчасову непрацездатність, які лікуючий лікар вносить до Реєстру медвисновків в ЕСОЗ, або рішення органу опіки та піклування.
Електронні лікарняні листи дають змогу:
- спростити процес оформлення листка непрацездатності, адже лікар має чіткий алгоритм роботи;
- мінімізувати кількість помилок при заповненні документа;
- об’єднати в єдиному реєстрі всю інформацію про пацієнта, зокрема про видані та продовжені листки непрацездатності;
- унеможливити зловживання та фальсифікації під час обігу листків непрацездатності, оскільки листок непрацездатності видаватимуть лише з дати звернення пацієнта;
- полегшити процес отримання страхових виплат;
- заощадити кошти державного бюджету, які витрачають на закупівлю паперових бланків.

Зрештою процес засвідчення тимчасової непрацездатності став зручнішим і прозорішим для всіх сторін – і пацієнтів, і роботодавців, і лікарів.